# Philobdella
Philobdella is een geslacht van bloedzuigers uit de familie van de Hirudinidae.

## Soorten
- Philobdella floridana  (Verrill, 1874)[1]
- Philobdella gracilis 	Moore, 1901[2]